# Маска на Гай Фокс
Маската на Гай Фокс е стилизирано изобразяване на Гай Фокс, най-известния съзаклятник в Барутния заговор.
Този заговор е опит да се взриви Камарата на лордовете в Лондон с цел възстановяване на католическия държавен глава на 5 ноември 1605 г. Използването на маската има дълги корени като част от честванията на Нощта на Гай Фокс.
Стилизирано изображение на лице с огромна усмивка и червени бузи, широки мустаци, обърнати в двата края и тънка вертикална брада, проектирана от илюстратора Дейвид Лойд, започва да представлява по-широк протест, след като е използвано като основен елемент в сюжета на „В като Вендета“, публикувана през 1982 г., и филмовата адаптация от 2005 г. След като се появява в интернет форумите, маската се превръща в добре познатия символ на онлайн хактивистката група „Анонимните“, използвана в антиправителствени протести по целия свят.